# Tampere
Tampere (Tammerfors în suedeză) este un oraș în sud-vestul Finlandei, în provincia Finlanda de Vest, fiind centrul administrativ al regiunii Pirkanmaa. 
Tampere este al treilea cel mai mare oraș al Finlandei și cel mai mare oraș fără ieșire la mare din Țările Nordice. Orașul este un important centru industrial și universitar.

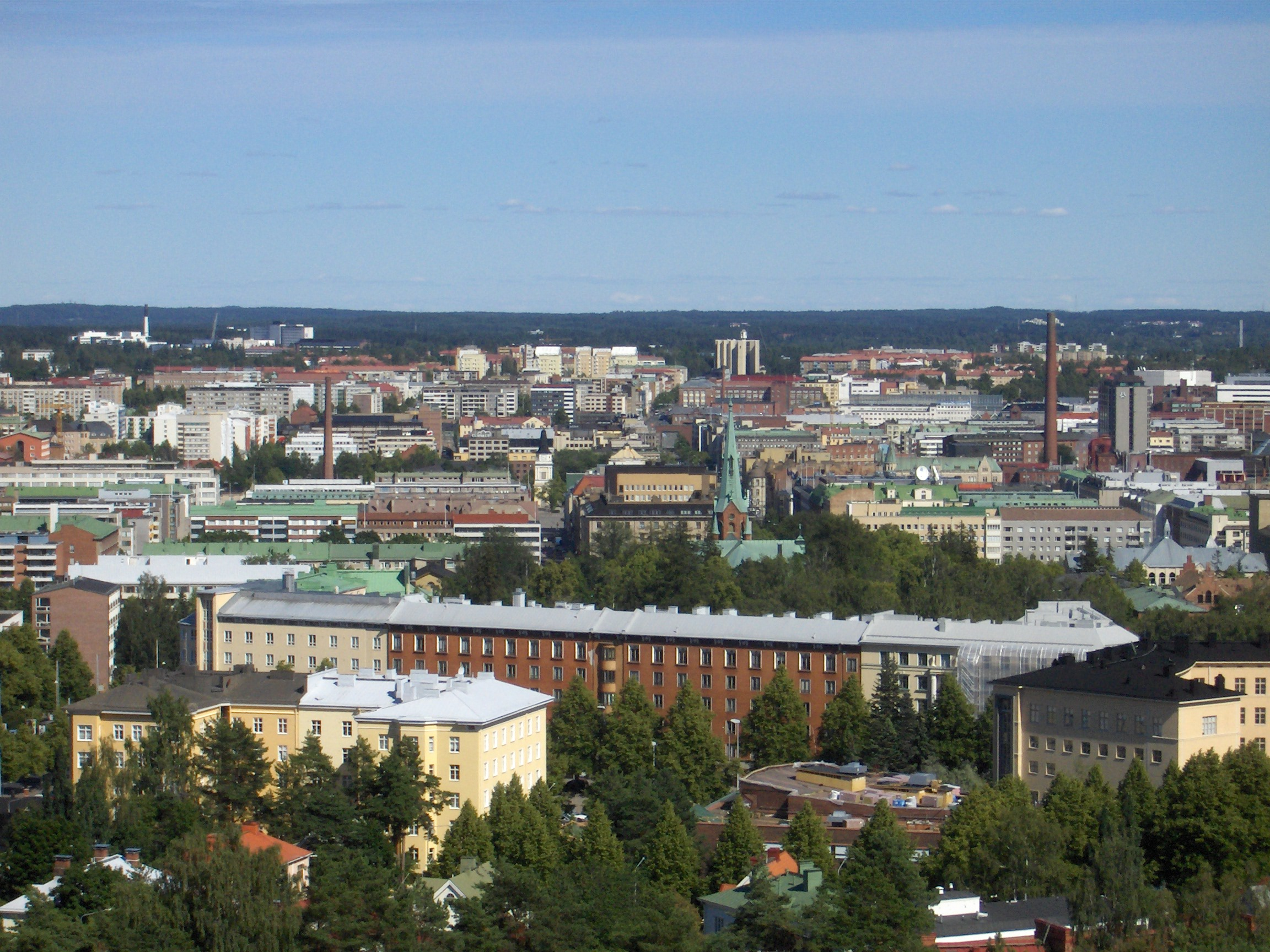
Tampere - zona centrală

## Istorie
Orașul a fost fondat de regele Suediei, Gustav al III-lea, la 1 octombrie 1779, pe malul râului Tammerkoski, unde funcționa un vechi și renumit târg comercial.
În 1783 aici s-a înființat prima fabrică de hârtie din Finlanda iar în 1820, James Finlayson, un industriaș scoțian a deschis o țesătorie, punând bazele unei industrii care va face faimă orașului pentru mai bine de un secol și jumătate. Vechile fabrici Finlayson din centrul orașului s-au închis în 1995, clădirile respective devenind sediu pentru centre culturale, cinematografe, cafenele.
La începutul secolului al XIX-lea, Tampere și întreaga Finlandă au intrat în componența Imperiului Țarist.
În a doua parte a secolului al XIX-lea, orașul a cunoscut o rapidă dezvoltare economică, realizând aproape jumătate din producția industrială a Finlandei. Clădirile industriale din cărămidă roșie, cu coșuri înalte de fum i-au adus renumele de Manchester-ul Nordului (familiar: Manse).
Prima cale ferată a fost inaugurată la 22 iunie 1876, făcând legătura cu Hämeenlinna. La 29 septembrie 1883 a urmat o nouă linie, prin Orivesi, spre Vaasa iar la 4 noiembrie 1895 o linie spre Pori.

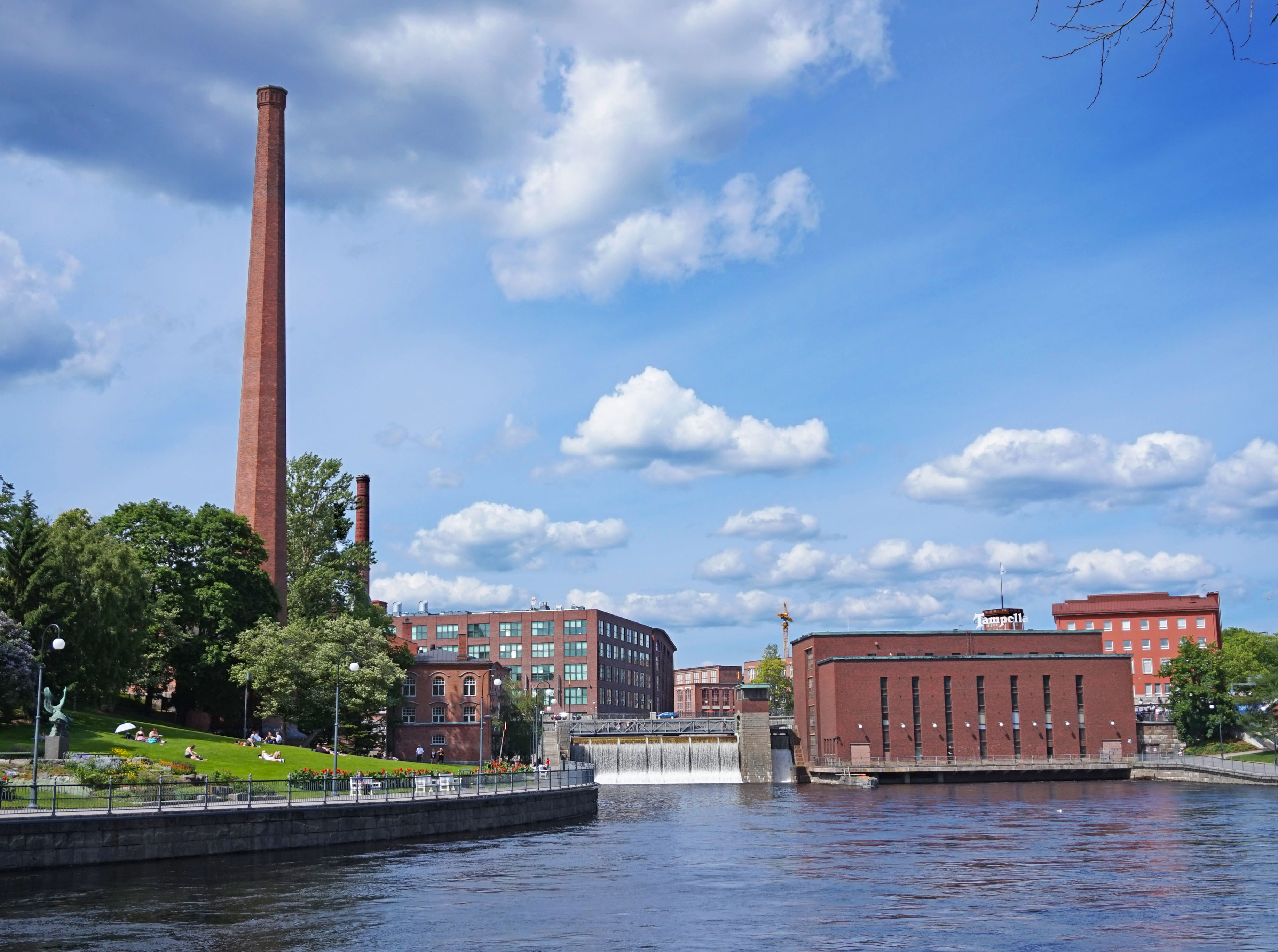
Tammerkoski

Tampere a fost, la începutul secolului XX, martorul unor importante evenimente politice. 
La 1 noiembrie 1905, în timpul unei greve generale a fost redactată Declarația Roșie, a cărei urmări au fost obținerea dreptului universal la vot și libertăți democratice pentru finlandezi.
La Tampere s-au întâlnit pentru prima dată Lenin și Stalin, punând bazele colaborării lor ulterioare.
La sfârșitul anului 1917, administrația rusească se retrage, după peste 200 de ani de stăpânire țaristă, și întreaga țară devine independentă.
În 1918, Tampere a jucat un rol major, fiind un punct strategic în timpul Războiului Civil din Finlanda (ianuarie 28 - mai 15, 1918). Orașul a fost principalul bastion al comuniștilor, cu Hugo Salmela la comandă.
La 6 aprilie 1918, în cea mai importantă bătălie a războiului, forțele albe anticomuniste au capturat Tampere luând în jur de 11.000 prizonieri dintre soldații Gărzilor roșii comuniste.  
Aproape întreg orașul era ruinat de lupte.

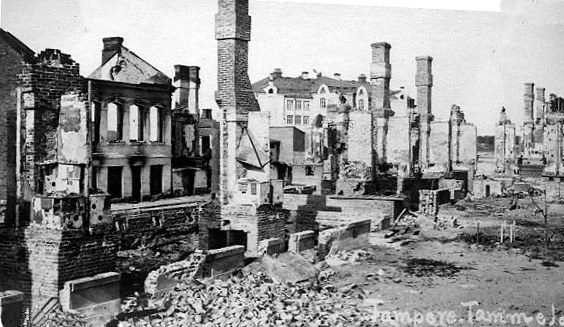
Distrugerile războiului - 1918

După cel de-al doilea război mondial, Tampere a crescut în suprafață prin alipirea unor localități limitrofe. Messukylä a fost încorporată în 1947, Lielahti în 1950, Aitolahti în 1966 și Teisko în 1972.
Inițial un oraș recunoscut pentru industria textilă și metalurgică, după 1990 Tampere a devenit un centru al tehnologiei informației și al industriei telecomunicațiilor. Acestea sunt concentrate mai ales în Centrul Tehnologic Hermia din Hervanta.

## Geografie
Tampere e situat în provincia Finlanda de Vest, regiunea Pirkanmaa.
Este situat între două mari lacuri, Näsijärvi, la nord și Pyhäjärvi,la sud, pe malurile râului Tammerkoski, pe un platou granitic cu evidente urme de eroziune glaciară. 
Lacuri importante în interiorul orașului, cu suprafețe de peste 50 ha, sunt Lidesjärvi, Kaukajäarvi, Säarkijäarvi, Sääksjärvi și Tohloppi. Mai există și numeroase lacuri mai mici.
E învecinat cu municipalitățile Kangasala, Kuru, Lempäälä, Nokia, Orivesi, Pirkkala, Ruovesi și Ylöjärvi.
Distanțele până la alte localități importante din Finlanda:
| Localitate   | Distanță | Direcție |
| ------------ | -------- | -------- |
| Helsinki     | 176 km   | SSE      |
| Jyväskylä    | 149 km   | NE       |
| Kotka        | 241 km   | SE       |
| Kuopio       | 293 km   | NE       |
| Lahti        | 126 km   | SE       |
| Lappeenranta | 274 km   | E        |
| Oulu         | 476 km   | NNE      |
| Pori         | 114 km   | V        |
| Turku        | 157 km   | SV       |
| Vaasa        | 242 km   | NNV      |

### Clima
Cu toate că geografic aparține regiunii subpolare, clima orașului este mai blândă decât a altor localități situate la aceeași latitudine în America de Nord sau Asia, datorită efectului Golf-streamului.
Recordul pozitiv de temperatură este de +33,1 °C (în 1914) iar recordul negativ este de -37 °C (în 1967).
În anul 2006 temperatura maximă înregistrată a fost +31,4 °C (7 iulie, ora 16:05) iar temperatura minimă înregistrată a fost -27,4 °C (5 februarie ora 8:33).
Precipitațiile se încadrează în limita a 550–650 millimetri pe an.

### Vegetația și fauna
Tampere este un oraș verde, clădirile fiind separate de spații cu iarbă și arbori.
Pe teritoriul orașului sunt inventariați peste 1.100.000 arbori.
Arborii caracteristici orașului sunt mesteacanul, arțarul, pinul, molidul și bradul.
Dintre păsări și animale, cele mai frecvent întâlnite sunt: vrăbii, porumbei, sturzi, codobaturi, sticleți, coțofene, rațe sălbatice, veverițe și iepuri de câmp. Iarna, în împrejurimi sau chiar pe teritoriul orașului, pot apărea sporadic și animale mari : elani, lupi, urși.

## Populația
Tampere este cea mai nordică localitate cu peste 200.000 locuitori din lume, exceptând câteva orașe din Rusia.
Populația sa a crescut constant și urmând tendințele actuale va ajunge la 229.000 locuitori în anul 2020.
Evoluția populației între 1820 și 2004:
| 1820 - 1904 - 1820 – 1.000 - 1850 – 4.000 - 1876 – 12.100 - 1881 – 13.800 - 1886 – 16.100 - 1889 – 18.100 - 1891 – 20.500 - 1896 – 26.700 - 1900 – 34.100 - 1904 – 40.261 | 1910 - 1987 - 1910 – 45.100 - 1915 – 45.200 - 1926 – 51.700 - 1941 – 81.000 - 1960 – 132.673 - 1970 – 158.380 - 1975 – 166.338 - 1978 – 165.519 - 1980 – 166.228 - 1983 – 167.344 - 1985 – 169.026 - 1987 – 170.533 | 1990 - 2004 - 1990 – 172.560 - 1993 – 176.149 - 1995 – 182.742 - 1996 – 186.026 - 1997 – 188.726 - 1998 – 191.254 - 1999 – 193.174 - 2000 – 195.468 - 2001 – 197.774 - 2002 – 199.823 - 2003 – 200.980 - 2004 – 202.932 |

Densitatea populației este scăzută, doar 396 locuitori/km².

## Guvernarea locală
Consiliul Local este compus din 67 de membri, aleși pentru 4 ani.
Primar este Timo P. Nieminen, din partea Partidului Coaliției Naționale (de centru dreapta), secondat de 4 viceprimari.
Impozitul local este de 18% din venit.

## Industria
Principalele ramuri industriale prezente în Tampere sunt industria ușoară, industria hârtiei, industria lemnului, industria electronică și electrotehnică.
Urmând tendințele europene, forța de muncă ocupată în industrie a scăzut de la 42,1% (în 1980) la 27,1% (în 2001).
În servicii lucrează 70,9 % din forța de muncă iar în agricultură și silvicultură sub 2 %.

## Transportul

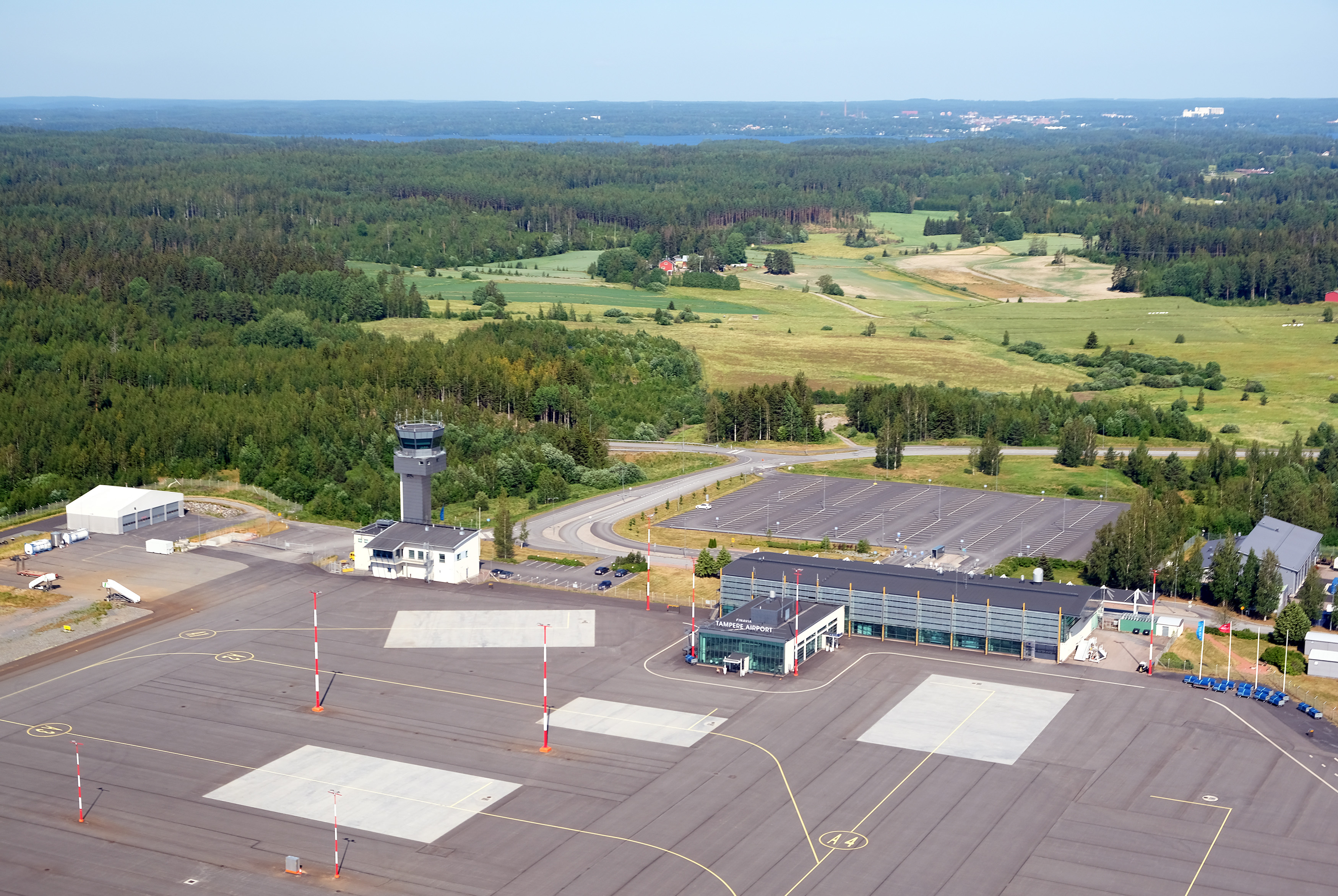
Aeroportul Tampere

Tampere este un important nod de transport, pe locul al doilea în Finlanda după Helsinki.
În octombrie 2000 s-a dat în folosință ultimul tronson al autostrăzii 12, care leagă Helsinki cu Tampere și mai departe cu nordul Scandinaviei.
Traficul în oraș este fluent. În 2002 existau 381 autoturisme la 1000 de locuitori.
Transportul în comun e asigurat de 27 de linii de autobuz ale căror trasee însumate măsoară 370,5 km.
Autobuzele sunt marca Scania și Volvo, majoritatea cu punte dublă spate, pentru a face față pantelor dificile mai ales în sezonul de iarnă. Un bilet de călătorie costă 2 euro și e valabil 1 oră iar un abonament standard pe toate liniile costă 44 euro lunar.

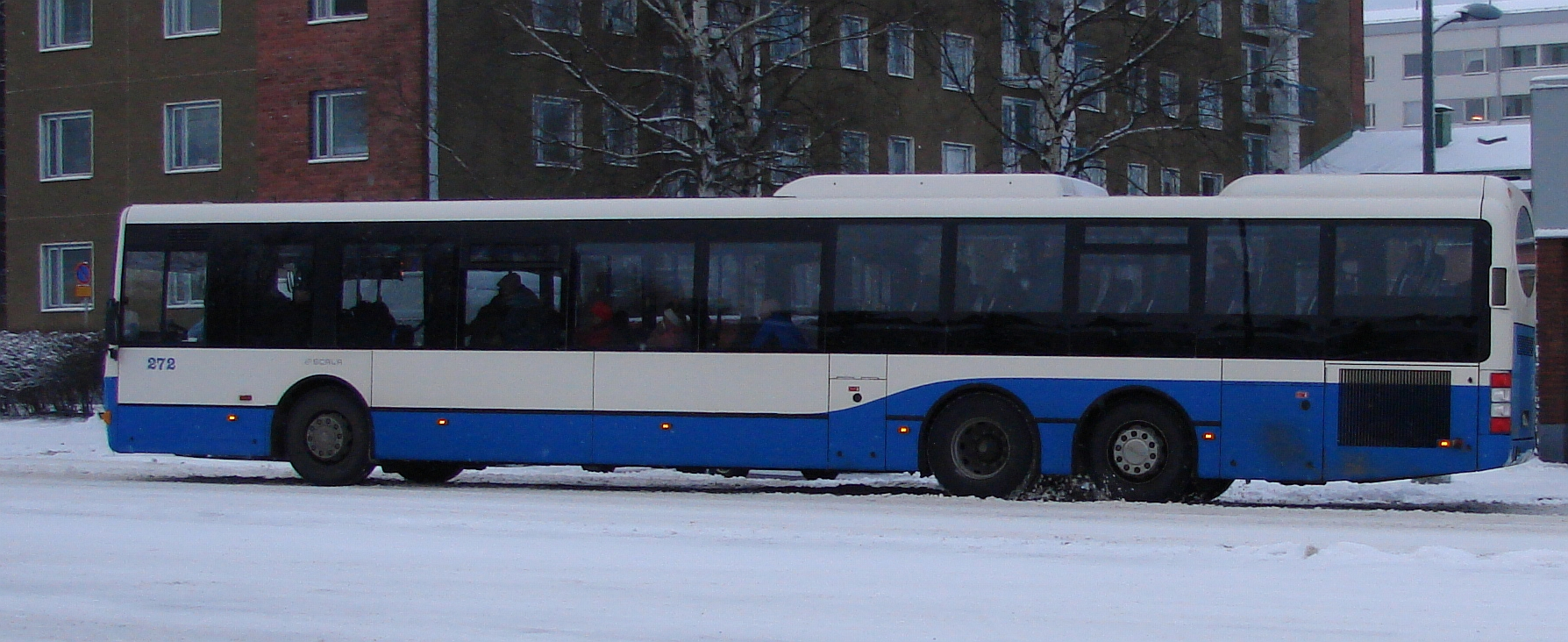
Autobuz pentru transport local

Taxiurile au apărut în Tampere în anul 1907. Operatorul local este firma Aluetaksi Oy. Numărul de telefon la care se pot face comenzi este 0100 4131.
Tampere are două mici porturi, unul la lacul Pyhäjärvi și unul la lacul Näsijärvi, ce deservesc mai ales ambarcațiuni de agrement.
Gara locală e administrată de societatea națională de căi ferate VR.
De aici pleacă trenuri în toate direcțiile țării, inclusiv trenuri de mare viteză Pendolino.
La 17 km sud-vest de oraș este amplasat Aeroportul Internațional Tampere-Pirkkala, al treilea ca mărime și al doilea ca trafic din Finlanda.

## Cultura, sportul și timpul liber
Tampere este un oraș cu o viață culturală activă.
În oraș locuiesc câțiva scriitori finlandezi cunoscuți: Väinö Linna, Kalle Päätalo, Hannu Salama.
Tampere are vechi tradiții teatrale reprezentate de câteva teatre cunoscute:  Tampereen Työväen Teatteri, Tampereen Teatteri și Pyynikin Kesäteatteri, care este un teatru în aer liber și are cel mai vechi auditorium mobil din Europa. 
Tampereen Teatterikesä sau Tampere Theatre Festival este un festival internațional de teatru ce are loc în Tampere în luna august.
Tampere Film Festival, este un festival internațional de film scurt, ce are loc în fiecare primăvară, în luna martie.
Tammerfest este un festival de rock ce are loc în fiecare an în luna iulie..
Tampere Music Festivals organizează trei evenimente muzicale internaționale ; Tampere Jazz Happening în fiecare noiembrie, iar în ani alternativi organizează Tampere Vocal Music Festival și  Bienala Tampere.
În Tampere se află și sediul canalului de televiziune  YLE TV2, profilat pe emisiuni de divertisment.

### Arhitectura
Arhitectura orașului este diversă, aici coexistând clădiri aparținând unor stiluri diferite.
Clădirile industriale vechi din centru, din cărămidă roșie, au fost reconvertite în hoteluri, spații culturale sau sociale.
Unul din simbolurile orașului este Tuomiokirkko, catedrala cu 2000 de locuri construită între 1902 și 1907, în stil național-romantic finlandez.
Biserica ortodoxă, în stil rusesc, este o apariție inedită.
Arhitectura modernă se încadrează în marea ei majoritate în tiparele funcționalismului finlandez.
Există și câteva clădiri foarte moderne, avangardiste: 
- Tampere-talo ( Casa orașului Tampere), un impozant centru cultural și de conferințe, care are o sală de 2000 locuri, un auditoriu de 500 locuri, diverse alte săli, cafenele etc
- Kirjasto (biblioteca locală)
- Kalevan Kirkko (Biserica Kaleva), (construită între 1964 și 1966), o clădire cu aspect industrial, supranumită  Silozul sufletelor
- Patinoarul Hakametsä

### Muzee
- Muzeul Vapriikki, ce include:  Muzeul hocheiului finlandez și Muzeul pantofilor,
- Muzeul de Artă Tampere, ce expune lucrări moderne și contemporane,
- Muzeul de Artă Sara Hilden,
- Muzeul de Artă Hiekka,
- Muzeul de Artă Gösta Serlachius, cu lucrări semnificative ale unor artiști finlandezi și scandinavi,
- Muzeul Muminilor, expune peste 2000 de lucrări plastice cu tema Mumini, inclusiv originalele create de Tove Jansson,
- Muzeul Amuri, prezintă aspecte ale vieții muncitorilor textiliști de la începutul secolului al XIX-lea până la mijlocul secolului XX.
- Muzeul Lenin, singurul muzeu oficial din lume cu această temă
- Muzeul spionajului,
- Muzeul boxului finlandez,
- Muzeul poliției (deschidere în toamna anului 2008).

### Parcuri
Principalul parc al orașului este Särkänniemi. Printre punctele de atracție de aici se numără cel mai nordic delfinariu din lume și turnul Näsinneula, care este cea mai înaltă clădire din Finlanda (168 m), cu un restaurant rotitor la 124 m înălțime.

### Cimitire
Cel mai important cimitir este Kalevankangas.
Alte cimitire sunt: Messukylä, Vatiala, Lamminpää.

### Sport și timp liber

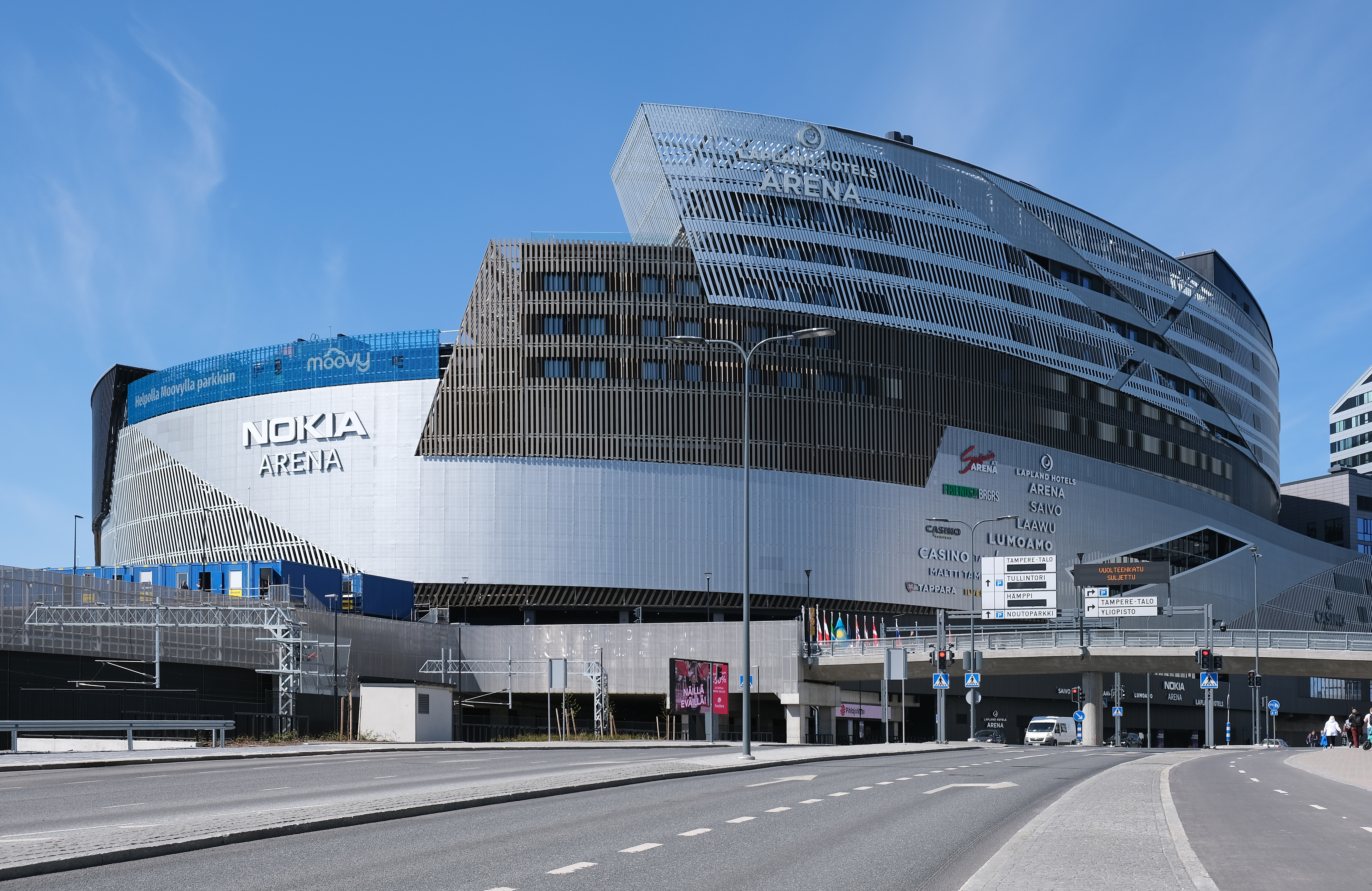
Nokia Arenă

Infrastructura pentru practicarea sportului este foarte dezvoltată în Tampere.
Există 5 stadioane, 4 piscine, patinoare, piste de ciclism, 4 terenuri de golf etc.
Cel mai apreciat sport este hockey-ul pe gheață.
Pe lângă numeroasele echipe de amatori, două echipe activează în liga profesionistă finlandeză: Ilves și Tappara.
Fotbalul este foarte iubit și el. Echipa Tampere United joacă în prima ligă de fotbal și a cucerit de trei ori campionatul Finlandei, în 2001, 2006 și 2007.
Sporturile populare intens practicate sunt ciclismul, înotul, hocheiul pe iarbă, nordic walking-ul, vara, și schiul fond și patinajul, iarna.
Vara, mulți orășeni se retrag la sfârșit de săptămână la cabanele tradiționale de lemn, mökki  iar iarna au mare căutare saunele publice de pe malurile lacurilor înghețate, unde după o saună fierbinte se poate face baie la copcă.

## Învățămant
În Tampere funcționează patru instituții de învățământ superior:
- Universitatea  Tampere (UTA)
- Politehnica Tampere - Universitatea de Științe Aplicate  (TAMK)
- Universitatea Tehnică din Tampere  (TUT)
- Politehnica Pirkanmaa (PIRAMK)

Mai există o universitate de vară, un conservator, o școală de poliție.
Învățământul preuniversitar este asigurat de 57 școli generale și 10 gimnazii (anul școlar 2002/2003).
Pentru preșcolari, există 82 de grădinițe.

## Personalități născute aici
- Pauli Räsänen (1928 - 2000), cântăreț;
- Anna Falchi (n. 1972), fotomodel, actriță, moderatoare de televiziune;
- Aleksandr Barkov⁠(d) (n. 1995), hocheist.

## Orașe înfrățite
- Brașov, România
- Chemnitz, Germania
- Essen, Germania
- Kaunas, Lithania
- Kiev, Ucraina
- Kópavogur, Islanda
- Linz, Austria
- Łódź, Polonia
- Miskolc, Ungaria
- Nijni Novgorod, Rusia
- Norrköping, Suedia
- Odense, Danemarca
- Olomouc, Cehia
- Syracuse, New York, SUA
- Tartu, Estonia
- Trondheim, Norvegia
- Saskatoon, Saskatchewan, Canada

## Galerie

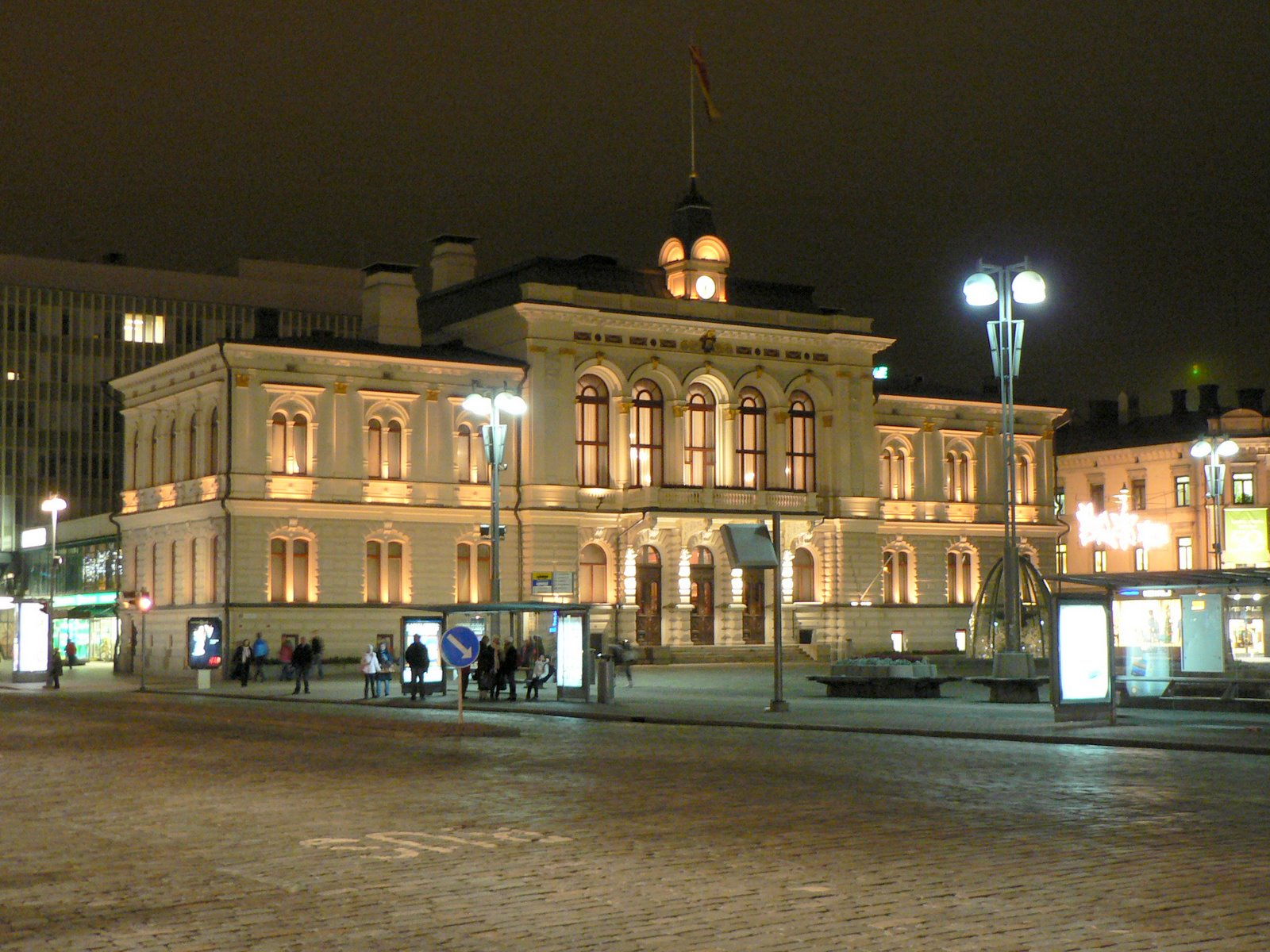
Primăria
Biserica ortodoxă
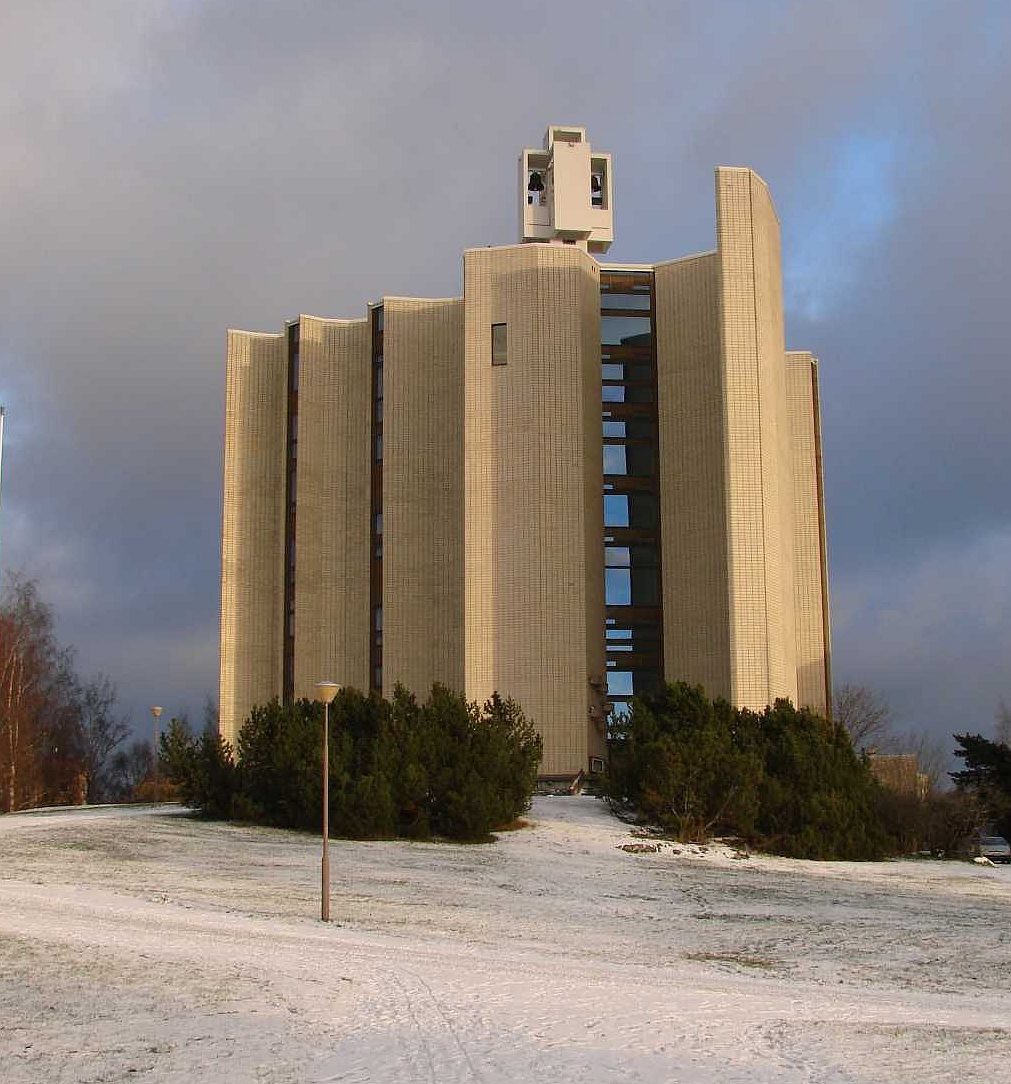
Biserica Kaleva
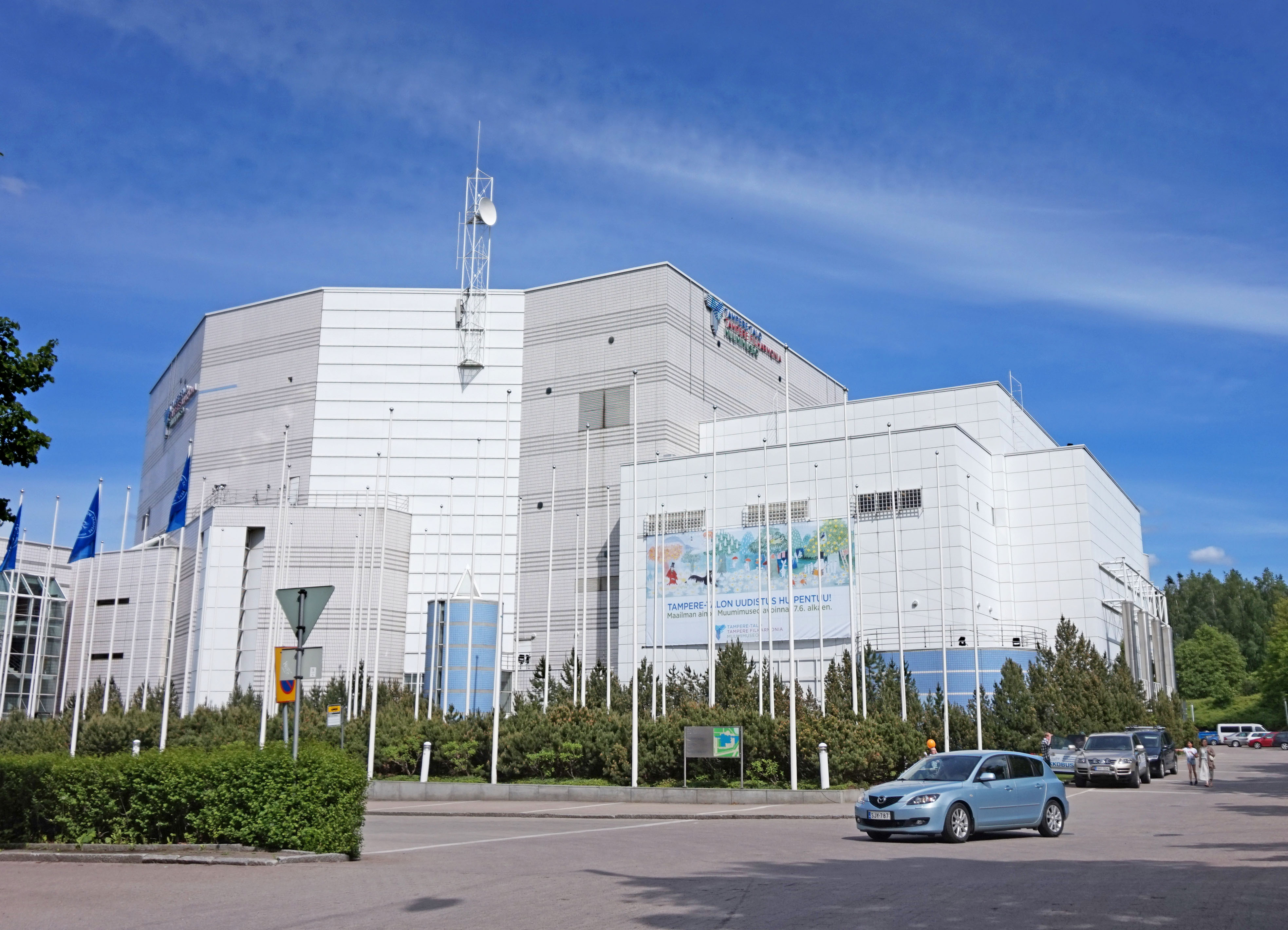
Tampere-talo
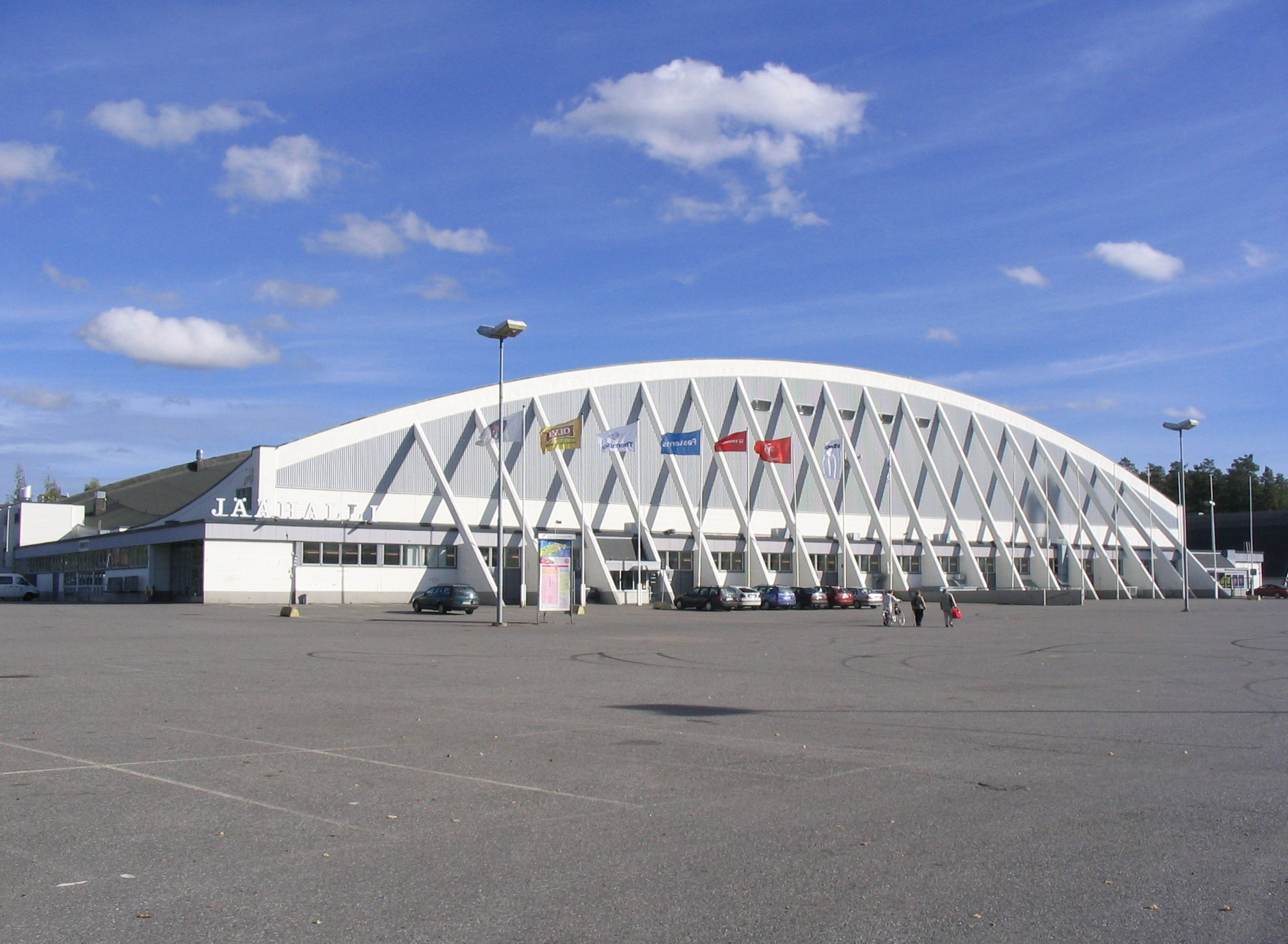
Patinoarul Hakametsä
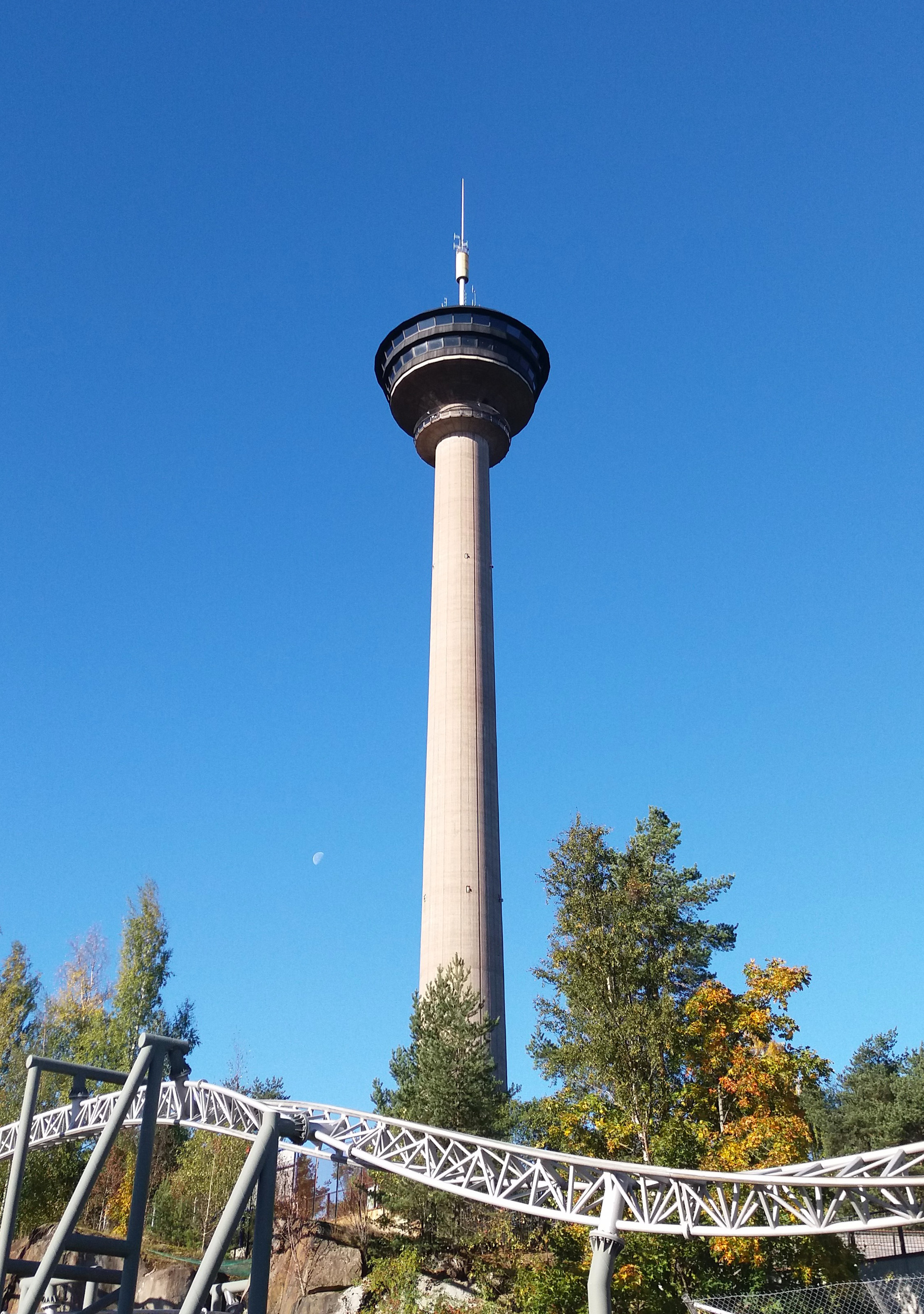
Turnul Näsinneula
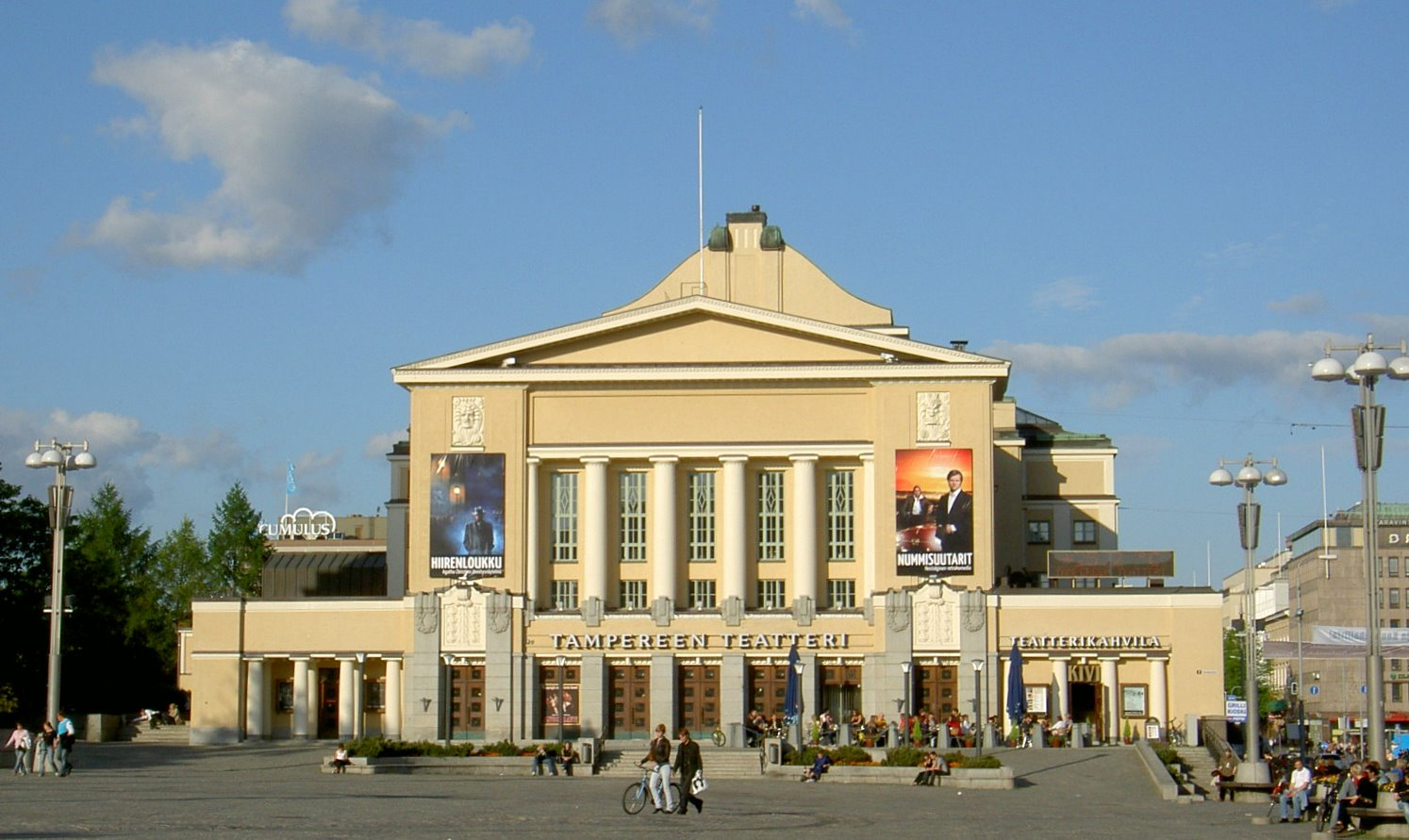
Teatrul